# 艾哈迈德别克·苏云巴耶夫
艾哈迈德别克·苏图巴耶维奇·苏云巴耶夫（俄语：Ахматбек Суттубаевич Суюмбаев，1920年12月17日—1993年2月14日），吉尔吉斯族，苏联经济学家、党和国家领导人。曾任吉尔吉斯苏维埃社会主义共和国财政部长、奥什州州长、吉共奥什州委第一书记、吉尔吉斯苏维埃社会主义共和国部长会议主席等职务。

## 生平
- 1920年12月17日出生于七河州皮什佩克区奥尔托阿里什村的一个农民家庭。
- 1938年-1939年9月，天山州纳伦市财政局会计、总会计师。
- 1939年9月-1947年4月，苏联红军服役。

期间：

1939年9月-1940年2月，第445步兵团士兵。

1940年2月-8月，第23步兵师第89步兵团班长。

1940年8月-12月，第89步兵团副排长。

1940年12月-1941年6月，波罗的海军区第17独立营连长。

1941年6月-8月，西北方面军第91步兵师第289步兵团军士长。

1941年8月-9月，沃洛格达医院治疗。

1941年9月-12月，加里宁方面军第33步兵师坦克排排长。

1941年12月-1942年6月，第33步兵师连军士长。1942年加入联共（布）。

1942年6月-10月，第33步兵师分队排长。

1942年10月-1945年5月，第33步兵师连长。曾参与柏林战役。

1945年6月-9月，苏军驻德集群第33步兵师训练营连长。

1945年11月-1947年4月，第207步兵师第289团副营长，上尉军衔。

- 1947年4月-1948年，伏龙芝州克孜尔-阿斯克尔区政府秘书。
- 1948年-1949年，伏龙芝市财政局副局长兼伏龙芝市佩尔沃迈斯基区财政局局长。
- 1949年-1950年，伏龙芝市财政厅税务处处长。
- 1950年-1953年，伏龙芝市佩尔沃迈斯基区财政局局长。
- 1952年-1954年，吉尔吉斯苏维埃社会主义共和国财政部税务司司长。
- 1954年-1955年，普尔热瓦尔斯克市金融部门负责人。
- 1955年-1960年，吉尔吉斯苏维埃社会主义共和国财政部长。
- 1960年-1962年，奥什州州长。
- 1962年-1968年，吉共奥什州委第一书记。
- 1968年-1978年，吉尔吉斯苏维埃社会主义共和国部长会议主席。
- 1979年-1984年10月，吉尔吉斯苏维埃社会主义共和国公共事业部长。
- 1984年10月起退休，享受联邦养老金待遇。
- 1993年2月14日于比什凯克逝世，享年72岁。葬于阿拉阿尔查公墓。

苏云巴耶夫是苏共22-25大代表，第24-25届中央候补委员；第6-9届苏联最高苏维埃民族院代表，第5，7-9届吉尔吉斯苏维埃社会主义共和国最高苏维埃代表。

## 荣誉
苏联：
- 两次列宁勋章
- 两次二级卫国战争勋章
- 红星勋章
- 三次劳动红旗勋章

吉尔吉斯斯坦：
- 共和国英雄称号（2021年追授）